# Afferde
Afferde è una frazione del comune di Unna, nel land della Renania Settentrionale-Vestfalia, in Germania.
Già comune autonomo, fu incorporato a Unna il 1º gennaio 1968.
| Controllo di autorità | VIAF (EN) 126105757 · GND (DE) 217355-4 |